# Weberberg (Lausitzer Gebirge)
Der Weberberg, tschechisch selten Vyhlídka, früher Waltersdorfer Buchberg, ist mit 711 m n.m. der neunthöchste Berg des Lausitzer Gebirges in Tschechien. Sein Gipfel liegt etwa 60 m westlich der deutsch-tschechischen Grenze auf der Gemarkung Niedergrund.

## Lage

### Hörndel/Rohál
Der Weberberg ist der Hauptgipfel des markanten Phonolithrückens Hörndel (tschechisch Rohál), auf älteren Karten fälschlich als Ziegenrücken bezeichnet, der sich südlich von Niedergrund über dem Lausurtal erhebt. Nach Süden und Westen fällt das Hörndel zum Kohlhautal (tschechisch Údolí Milířky), einem alten Bergbaugebiet, ab, das vom Kohlhaubach (tschechisch Milířka) durchflossen wird. Nach Westen schließen sich an den Weberberg auf dem Hörndel noch zwei namenlose Nebengipfel (652 m und 643 m) an. Der gesamte Hörndelrücken ist mit hohem Buchenwald bestanden, lediglich einige Lichtungen geben den Blick auf das Lausurtal frei.

### Umgebung
Östlich des Weberberges liegen die Vorberge Sängerhöhe bzw. Unglückstein 497 m und Ottoberg 520 m. Im Südosten erhebt sich die Lausche 793 m, südlich die Finkenkoppe 792 m im Westen der Tannenberg 774 m. 
Umgeben wird der Berg im Norden von Niedergrund, im Nordosten von Herrenwalde und Pilzdörfel, im Osten von Waltersdorf und Neu Sorge, im Südosten von Jägerdörfel und Ober Lichtenwalde. im Westen von Innozenzidorf und im Nordwesten von St. Georgenthal.

## Beschreibung
Der Weberberg bietet wegen des hohen Buchenwaldes kaum Aussicht. Am Nordhang befand sich früher ein Rest eines Hang-Mischurwaldes mit mächtigen Schindelbuchen, der in den 1960er Jahren das Naturschutzgebiet Richters Urwald (tschechisch Richterův prales) bildete. Am Osthang des Berges entspringen das Kohlflössel und der Pfarrbach, südlich der Kohlhaubach. Auf sächsischer Seite verläuft unterhalb des Gipfels der Oberlausitzer Bergweg.

## Besonderheiten

### Schwarzes Tor/Černá brána
Über den südlich des Weberberges gelegenen Bergsattel Schwarzes Tor führte früher ein Passweg aus dem Kohlhaugrund durch die Eisgasse nach Waltersdorf.

### Dreiecker/Trojhran
Der südlich des Weberberges am Schwarzen Tor direkt auf der deutsch-tschechischen Grenze am Vogelherd (tschechisch Ptačinec) stehende Sandsteinfelsen Dreiecker (tschechisch Trojhran) 673 m ist ein historischer Grenzpunkt. Er bildete früher das Dreiländereck zwischen den Herrschaften Rumburg (R), Reichstadt (RE) und dem Weichbild der Stadt Zittau (Z). Neben einem auf dem Felsen angebrachten granitenen neuzeitlichen Grenzstein sind im Felsgestein alte Grenzzeichen und mehrere Jahreszahlen aus der Zeit von 1653 bis 1783 eingehauen. Heute wendet sich am Dreiecker die deutsch-tschechischen Grenze von Nord nach Ost und trifft dort mit den Grenzen der böhmischen Bezirke Böhmisch Leipa und Tetschen zusammen.